# أبو الخير الناصري
أبو الخير الناصري (1980—) هو كاتب وناقد مغربي، من مواليد مدينة أصيلة.

## سيرة ذاتية
ولد أبو الخير الناصري 1980 بمدينة أصيلة المغربية، وحصل على البكالوريا من ثانوية وادي الذهب بأصيلة سنة 1998م، وعلى شهادة الإجازة في اللغة العربية وآدابها من كلية الآداب والعلوم الإنسانية بجامعة عبد المالك السعدي في تطوان سنة 2004م، وتخرج من المركز التربوي الجهوي بمدينة فاس سنة 2003م. حاصل على شهادة الماستر في الأدب المغربي، سنة 2013، وناقش أطروحة الدكتوراه بعنوان ميثم البحراني بلاغيا: دراسة في فكره البلاغي وأصوله المذهبية، بكلية عبد الملك السعدي للآداب بتطوان، ضمن وحدة التكوين لسانيات- تواصل- ترجمة، ابتدأ النشر منذ سنة 1997م بجرائد محلية، ثم توالى نشره لمقالاته في جرائد جهوية، ووطنية، ومواقع إلكترونية متعددة.

## أعماله
صدر عنه العديد من الأعمال من بينها:
- «تصويبات لغوية في الفصحى والعامية»، عن مطبعة الهداية في تطوان، الطبعة الأولى عام 2008م.
- «في صحبة سيدي محمد الناصري رحمه الله تعالى»، مطبعة الخليج العربي، الطبعة الأولى عام 2008م.
- «لا أعبد ما تعبدون» (مقالات نقدية)، مطبعة الأمنية، الطبعة الأولى عام 2011م.
- «وردة في جدار» (مقالات)، عن منشورات جمعية البحث التاريخي والاجتماعي بالقصر الكبير، الطبعة الأولى عام 2015م.
- «خارج القفص» (مقالات)، عن منشورات مكتبة سلمى الثقافية في تطوان، الطبعة الأولى عام 2016م.
- «في صحبة أستاذي محمد الحافظ الروسي»، عن مطبعة تطوان بمدينة تطوان، عام 2017م.
- «غيمات الندى»، منشورات مكتبة سلمى الثقافية في تطوان، عام 2019م.
- «أحمد عبد السلام البقالي: الإبداع وإشراقاته» (بالاشتراك مع آخرين)، عن سليكي أخوين في طنجة، الطبعة الأولى عام 2011م.
- «المرحوم عبد الله المرابط الترغي: أيقونة قيم ونبراس علم» (بالاشتراك مع آخرين)، عن منشورات سليكي أخوين في طنجة، عام 2017م.
- «حازم القرطاجني وقضايا تجديد الرؤية والمنهج في البلاغة العربية» (بالاشتراك مع آخرين)، عن منشورات كلية الآداب والعلوم الإنسانية بجامعة عبد المالك السعدي في تطوان، عام 2018م.
- «لمع من ذاكرة القصر الكبير، الجزء 02» (بالاشتراك مع آخرين)، عن منشورات جمعية البحث التاريخي والاجتماعي بالقصر الكبير، عام 2018م.
- المجموعة القصصية فحص مضاد، عن مكتبة أم سلمي تطوان 2022، تدمج الخيال بواقع بلغة عذبة سلسلة
- فتر وشبر، مجموعة رحلية، يذهب فيها المؤلف بعيدا وقريبا ليصل لما هو أقرب وأطرف، عن مكتبة الخليج العربي، 2024
- تحت شمس الله مذكرات بين سنتي 2021-2022
- شارك بمداخلات قيمة في مجموعة من الندوات العلمية داخل مدينته أصيلة وخارجها.